# FilmoraPro
FilmoraPro動画編集（フィモーラプロどうがへんしゅうソフト）は、ソフトウェアメーカー・Wondershare（ワンダーシェアー）が開発・販売している中級から上級者向けのノンリニア編集ソフト。2022年7月1日、提供の終了が発表された。

## 概要
FilmoraPro は、同社が販売するWondershare Filmora（初心者～中級者向け）と同様、Windows版とMac版がある。また、無料体験バージョンには機能制限があり、エクスポートした際、ウォーターマークがつくが、それ以外は有料版と同じ機能を利用可能。Filmora９とは操作画面が異なり、プロジェクトファイルの共有はできない。

## 主な機能

### 操作画面
FilmoraPro の操作画面は、既存のノンリニア編集ソフトと類似しており、動画編集の経験者には始めやすいUI画面である。また、アドビ プレミアの様に編集や、色調補正、オーディオ編集、テキスト、エフェクトなどのワークスペースがあり、使いやすい様にカスタマイズすることができる。また、FilmoraProでは、キーフレームを使い、ビデオクリップのスケールやポジション、不透明度などといったエフェクト設定値を変えることができる。。

### プリセットされたタイムライン
FilmoraPro を開けると、タイムラインが最初から表示される。ギアアイコンをクリックして、タイムラインのフレームサイズやフレームレートを設定。また、インスタグラムやGoPro用といった用途に合わせたプリセットもある。また、プレファレンスからキーボードのショートカットのカスタマイズ可能。

### エフェクト
レンズフレア、ディストーション、モーションブラーなどのビルトインのビジュアルエフェクトがドラッグアンドドロップで適用され、パネルで微調整ができる。テキストは、縦書きができないが、日本でよく使われる二重アウトラインなどのカスタマイズができる。また、動画内のモーションを分析し、他のオブジェクトに同じモーションを適用させるモーショントラッキング、および画像の一部にズームインするクロップ＆パンという機能が2020年3月にリリースされた新バージョンに追加された。

### 色調調整
カーブやLUTS、露出、ヒストグラムレベルなどからレイヤーの色、レベル、コントラストを調整する。